# Brampton (Carlisle)
Brampton – miasto i civil parish w Anglii, w Kumbrii, w dystrykcie (unitary authority) Cumberland. Leży 15 km na wschód od miasta Carlisle i 419 km na północny zachód od Londynu. W 2011 roku civil parish liczyła 4627 mieszkańców.